# Jean Lucienbonnet
 Jean Lucienbonnet  va ser un pilot de curses automobilístiques francès que va arribar a disputar curses de Fórmula 1.
Jean Lucienbonnet va néixer el 7 de gener del 1923 a Niça, França i va morir en un accident el 19 d'agost del 1962 disputant una cursa de la Fórmula Júnior al circuit d'Enna, Sicília, Itàlia.

## A la F1
Va debutar a la primera cursa de la temporada 1959 (la desena temporada de la història) del campionat del món de la Fórmula 1, disputant el 10 de maig del 1959 el GP de Mònaco al Circuit de Montecarlo.
Jean Lucienbonnet va participar en una única cursa puntuable pel campionat de la F1, no aconseguint classificar-se per la prova i no assolí cap punt per la classificació del campionat del món.

## Resultats a la Fórmula 1
| Any  | Equip             | Xassís | Motor  | 1       | 2   | 3   | 4   | 5   | 6   | 7   | 8   | 9   | Posició | Punts |
| ---- | ----------------- | ------ | ------ | ------- | --- | --- | --- | --- | --- | --- | --- | --- | ------- | ----- |
| 1959 | Jean Lucienbonnet | Cooper | Climax | MON NVQ | 500 | HOL | FRA | GBR | ALE | POR | ITA | USA | -       | 0     |

### Resum
| Curses: | Victòries: | Pòdiums: | Poles: | Voltes ràpides: | Punts: |
| ------- | ---------- | -------- | ------ | --------------- | ------ |
| 1       | 0          | 0        | 0      | 0               | 0      |